# Жовтень

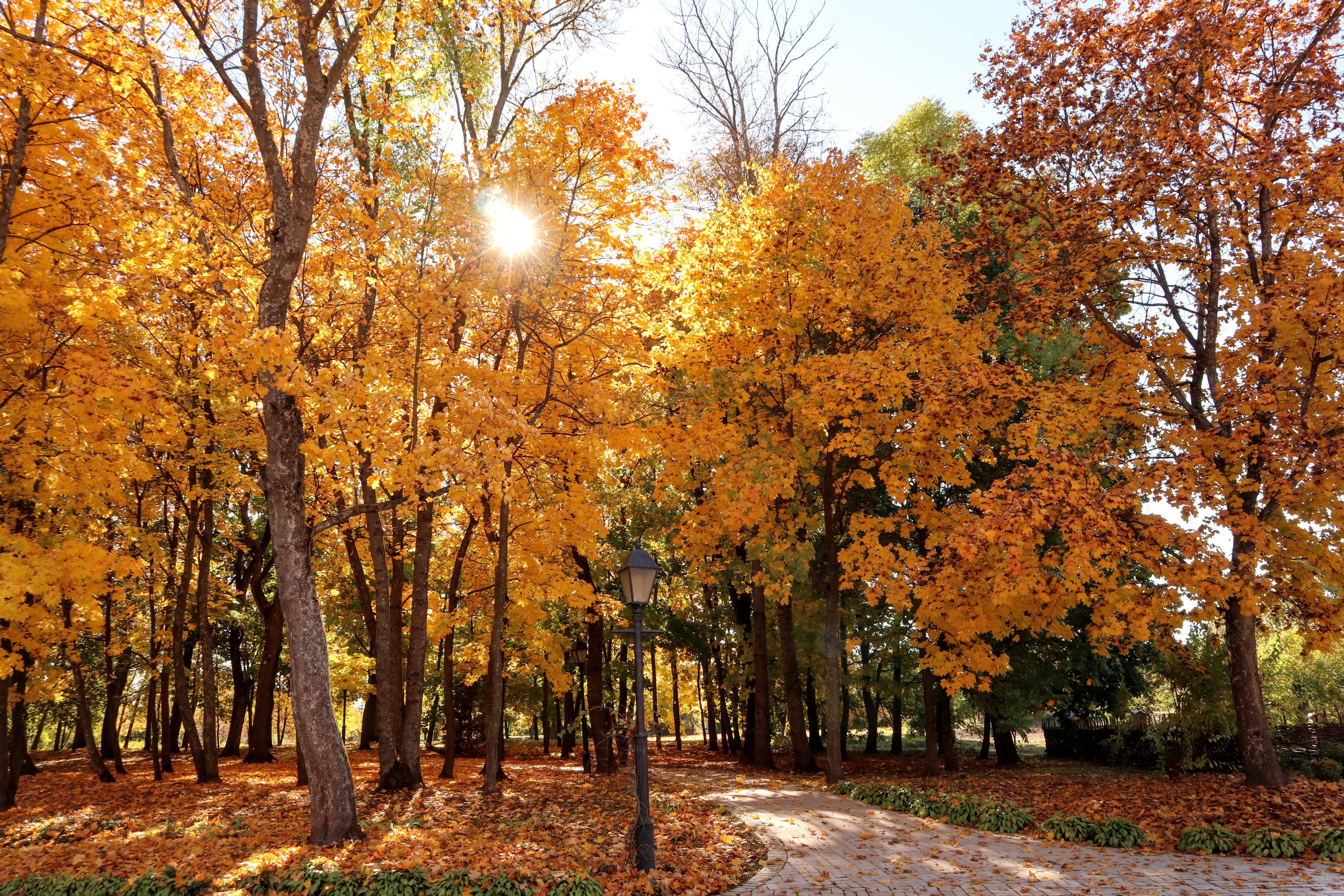
Жовтень у Кочубеївському парку

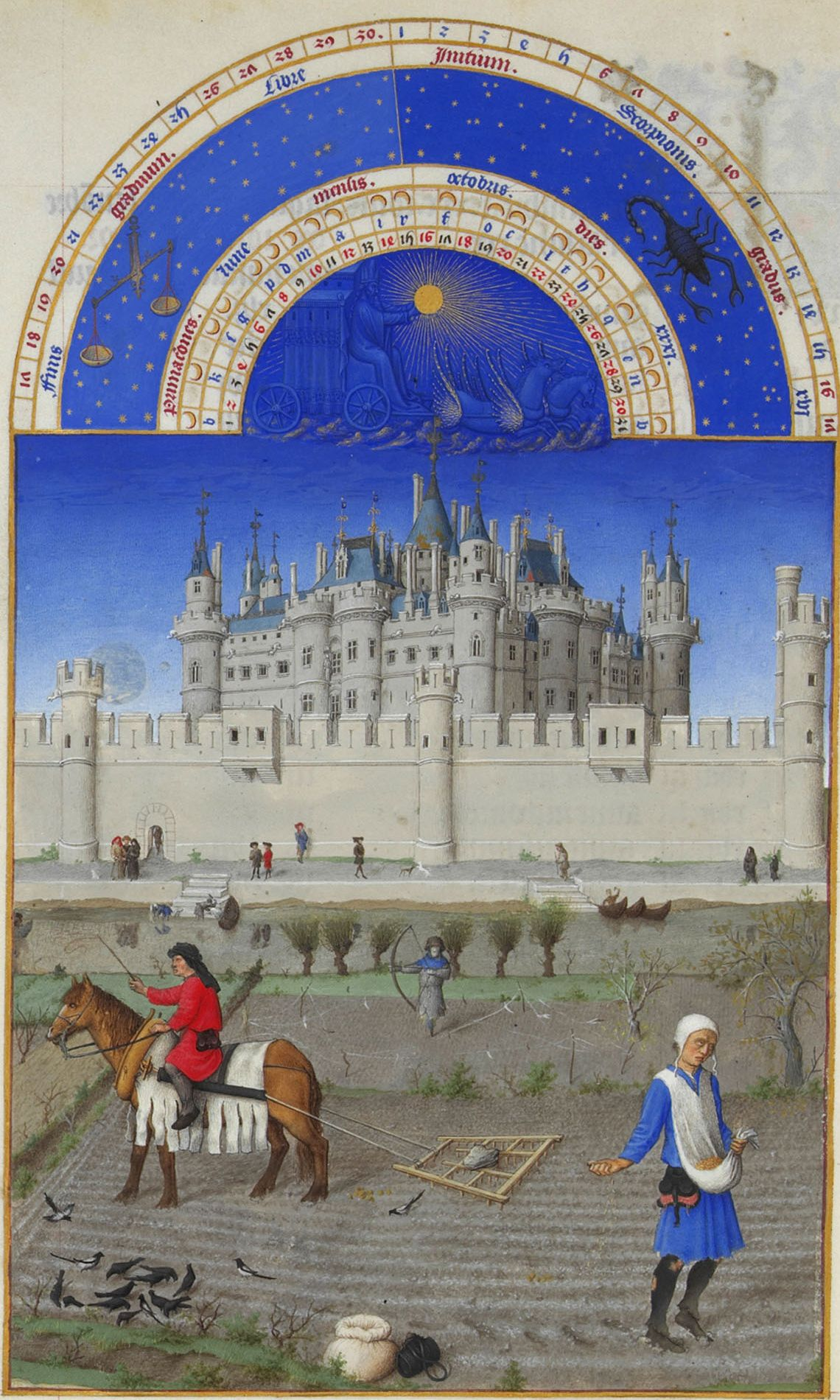
Мініатюра Жовтень з «Розкішного часослова герцога Беррійського».

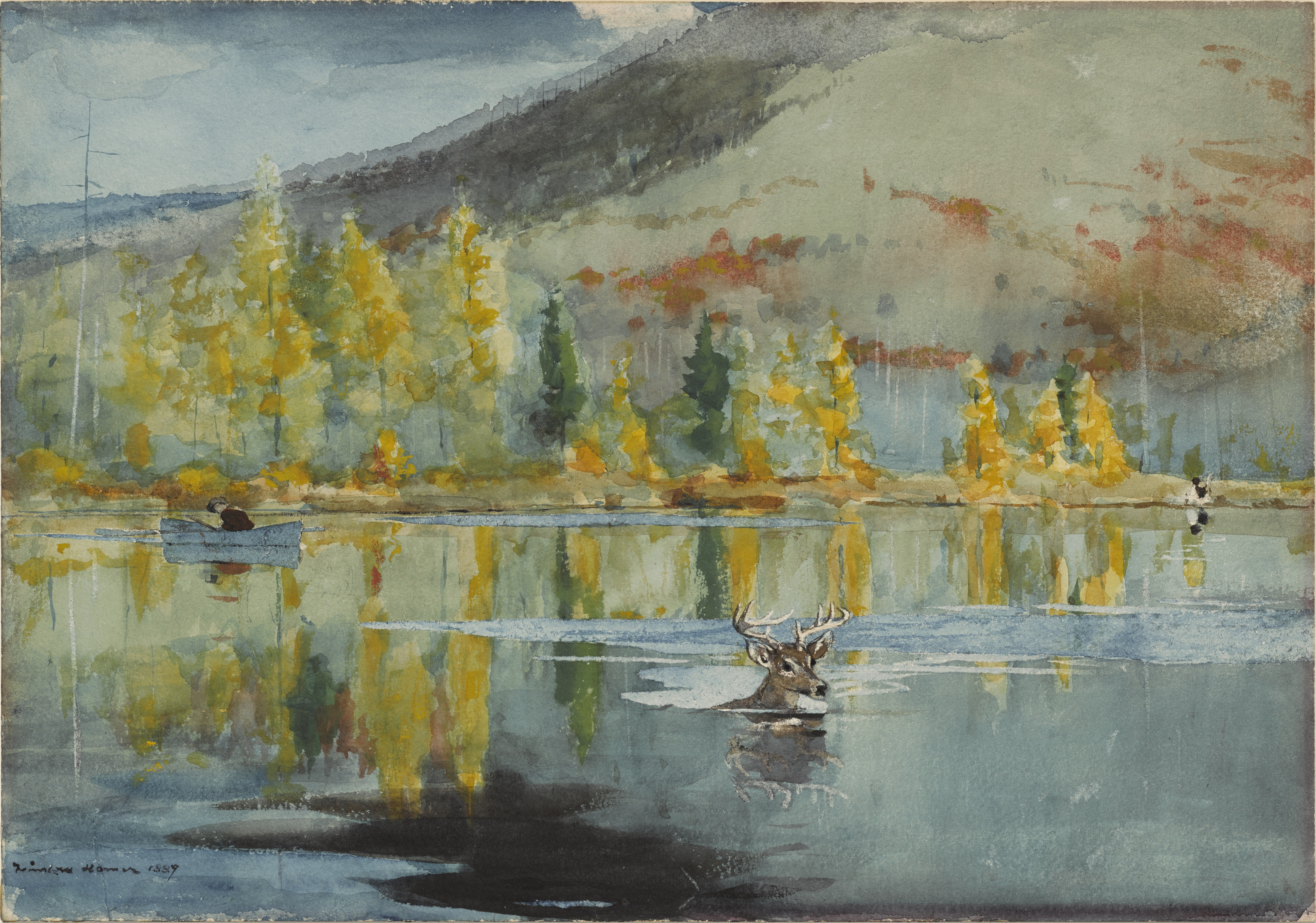
Жовтневий день. Вінслоу Гомер, 1889.

- I Січень
- II Лютий

- III Березень
- IV Квітень
- V Травень

- VI Червень
- VII Липень
- VIII Серпень

- IX Вересень
- X Жовтень
- XI Листопад

- XII Грудень

Жо́втень — десятий місяць року в юліанському та григоріанському календарях. Один із семи місяців, що налічують 31 день.

## Назва
Назва «жовтень» пов'язана з часом жовтіння листя і серед слов'янських мов побутує тільки в українській. У руських стародруках XVI—XVII століть місяць згадується під найменням паздерник(ъ). Ця назва вважається запозиченою з пол. październik і походить од пол. paździerze («костриця», «паздір»). У цей час переробляли льон та коноплі — отіпа́ли стебла, відділяючи кострицю від волокна. Аналогічне походження має білоруська назва жовтня — кастрычнік, калькована з полонізму паздзернік.
У Крилоському Євангелії 1144 р. місяць згадується як: октѧбрь, рекомꙑи листопадъ. Остання назва трапляється також у ранніх староукраїнських джерелах, зокрема в оглаві до Анфологіону, виданого Памвом Бериндою 1619 року. За даними «Словаря української мови» Бориса Грінченка, ще на початку XX ст. на більшій частині України десятий місяць року називали листопадом, у той час, як дев'ятий місяць, нині відомий як вересень, іменувався жовтнем. Сучасне значення згаданих слів походить із західноукраїнської літературної практики.
З характерними погодними умовами пов'язані й інші народні назви жовтня: листобі́й, древопи́лень, передзи́мник, весі́льник (після закінчення пори польових робіт і обмолоту хліба наставав час весіль — традиційно на Покрову), а також: гря́зень, хму́рень, листопа́дник, зазимник, рі́сень (від діал. рісни́й — «багатий», «густий»).
Назви жовтня в більшості мов походять од лат. October, утвореного від числівника octo («вісім»): у римському календарі рік починався в березні, тому жовтень був восьмим місяцем.

## Кліматична характеристика в Україні
Середня місячна температура повітря в жовтні не перевищує 7 °C на півночі, 10 °C на південному сході, а на Південному узбережжі Криму досягає 14 °C. Абсолютний мінімум температури (мінус 22,6 °C) зафіксовано в 1920 р. у м. Золотоноша, у Криму — мінус 7,5 °C у 1920 р. (м. Севастополь). Абсолютний максимум температури (35,3 °C) спостерігався в 1952 р. у с. Клепиніне.
У жовтні по всій території України виникають заморозки, що найраніше починаються в долинах Українських Карпат (у кінці вересня). На півночі та в центрі заморозки бувають на початку жовтня, на півдні відмічаються в другій декаді, на узбережжі морів — наприкінці жовтня і на початку листопада. Середня кількість опадів становить на півдні 24—27 мм, на решті території України — 32—38 мм, у західних областях та на Закарпатті — 43—56 мм.

## У фольклорі
- У жовтні гріє ціп, а не піч;
- Жовтень на весілля багатий;
- Жовтень-болотник ні колеса, ні полоза не любить;
- Жовтень хоч холодний, але листопад і його перехолодить;
- Настали жнива — лежить баба нежива, а прийшла Покрова — стала баба здорова.

## Галерея

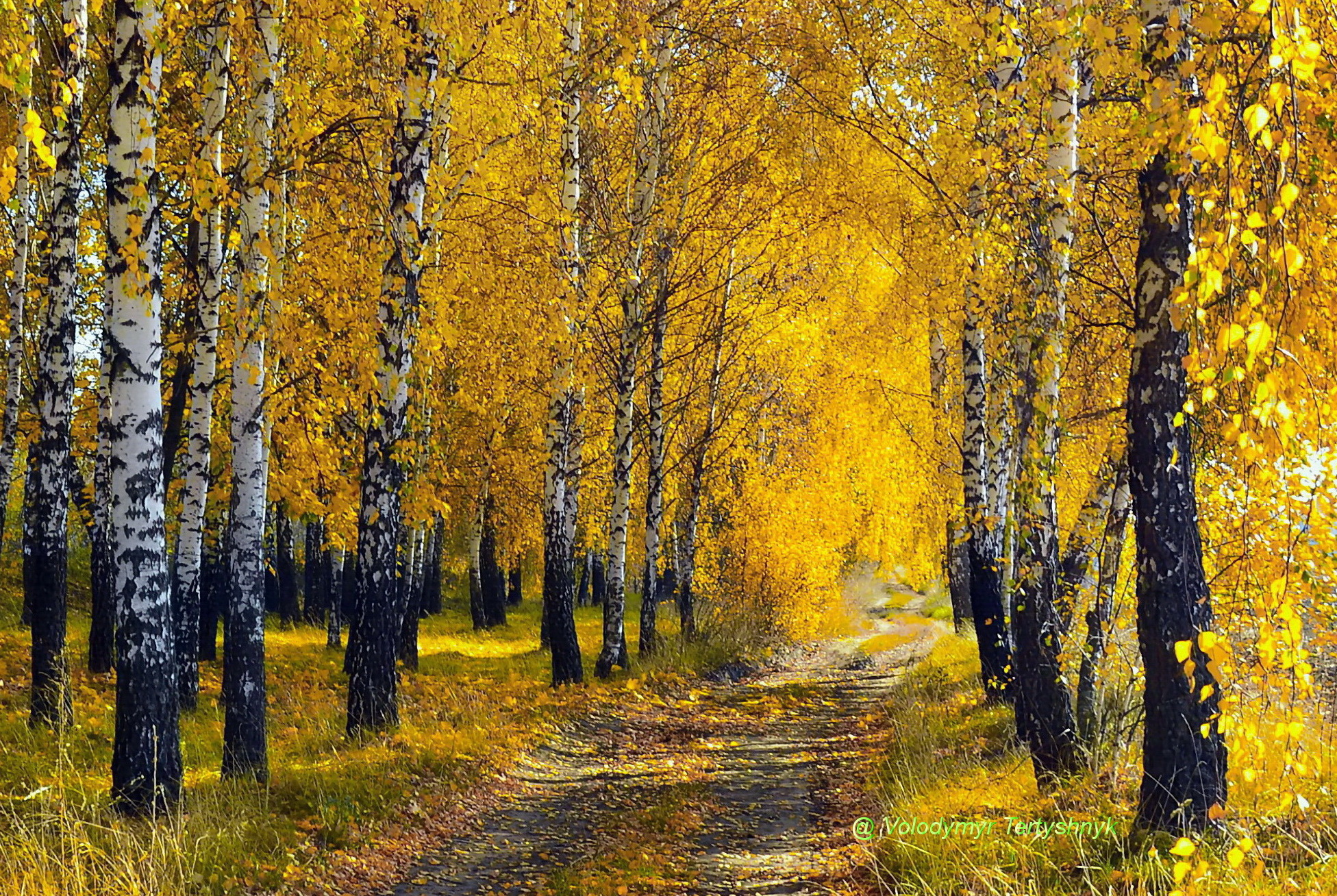
Жовтень на Сумщині
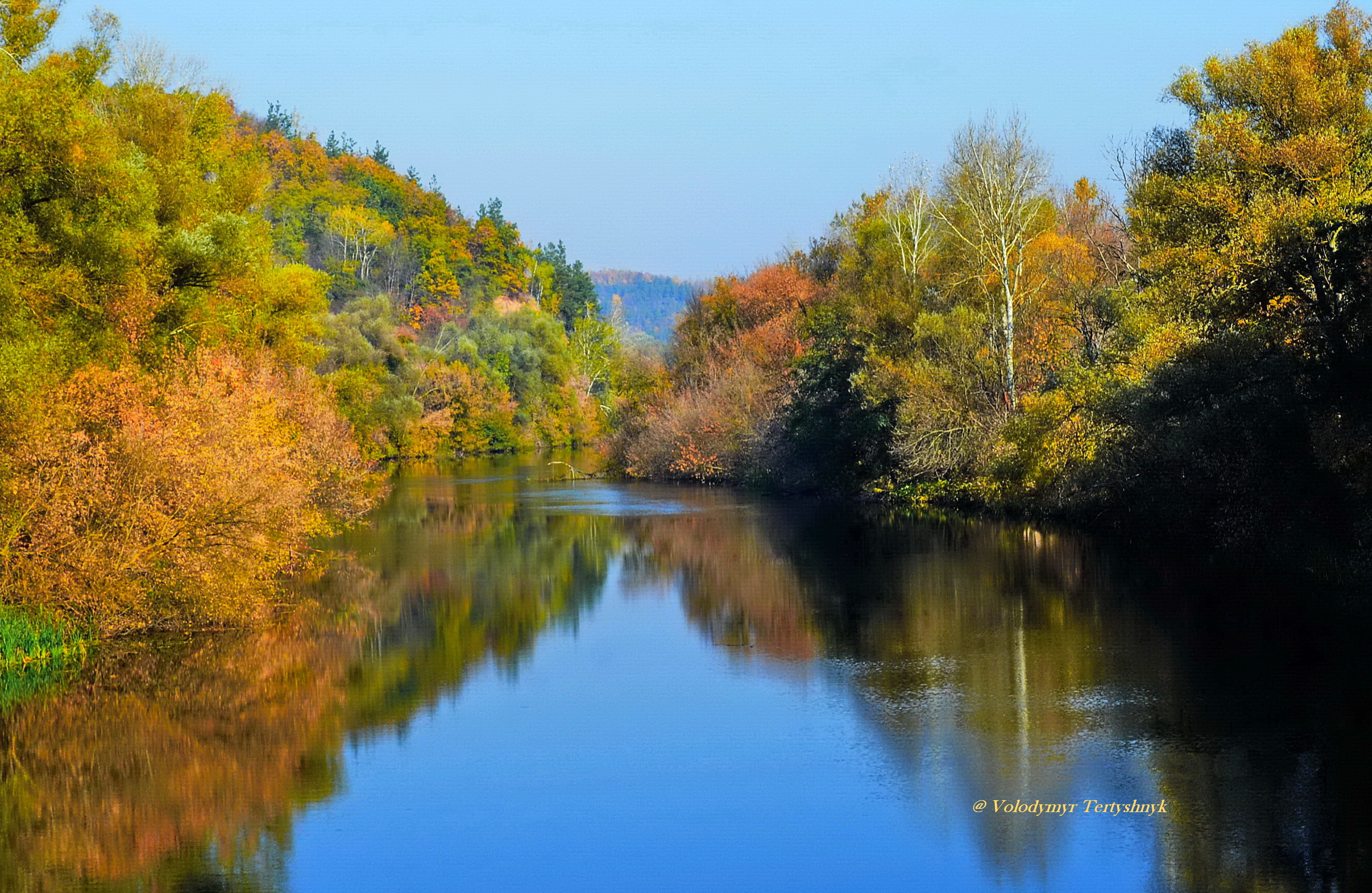
Річка Псел біля с. Червлене в жовтні
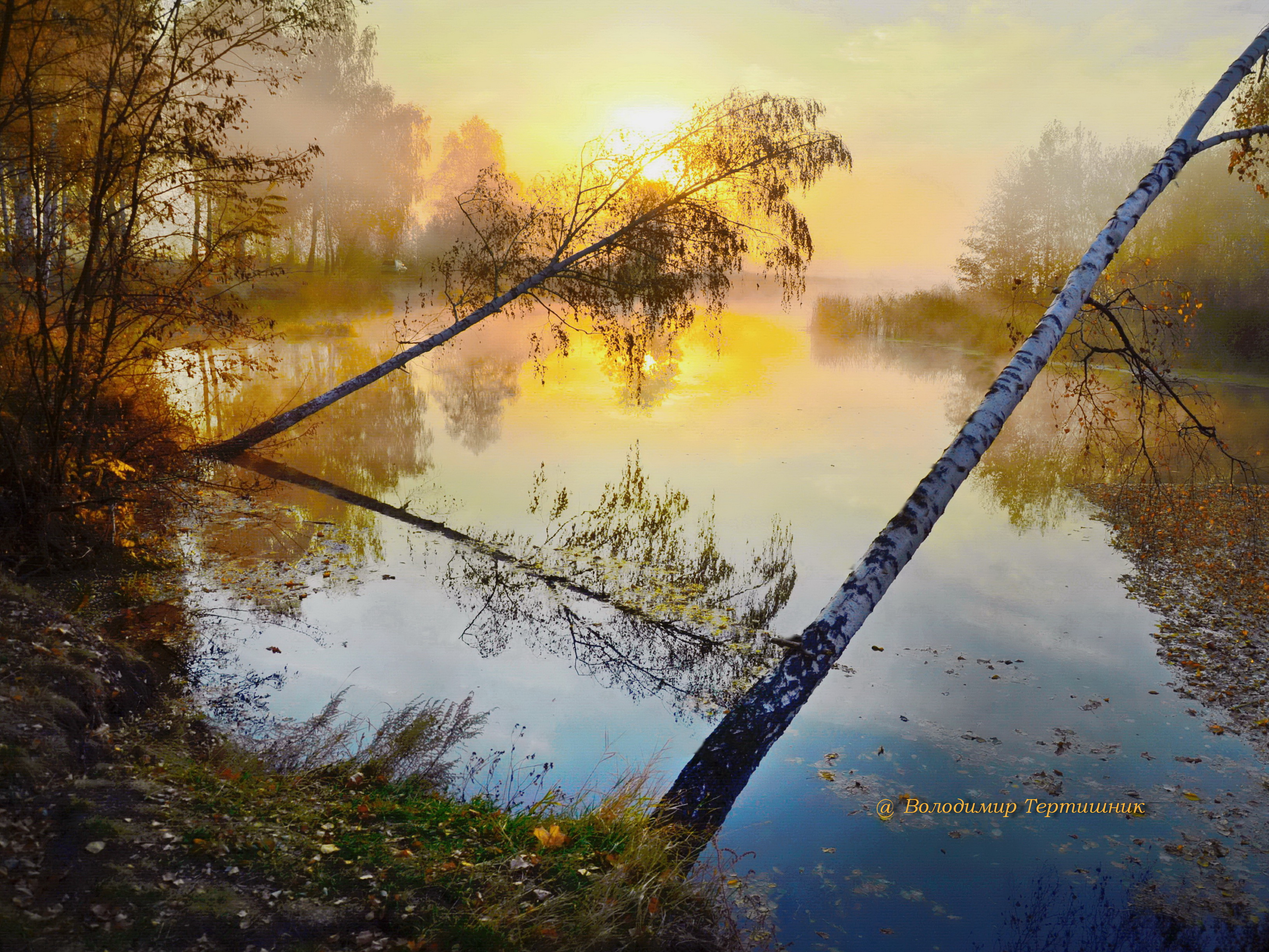
Жовтень на Пслі поблизу с. Межиріч
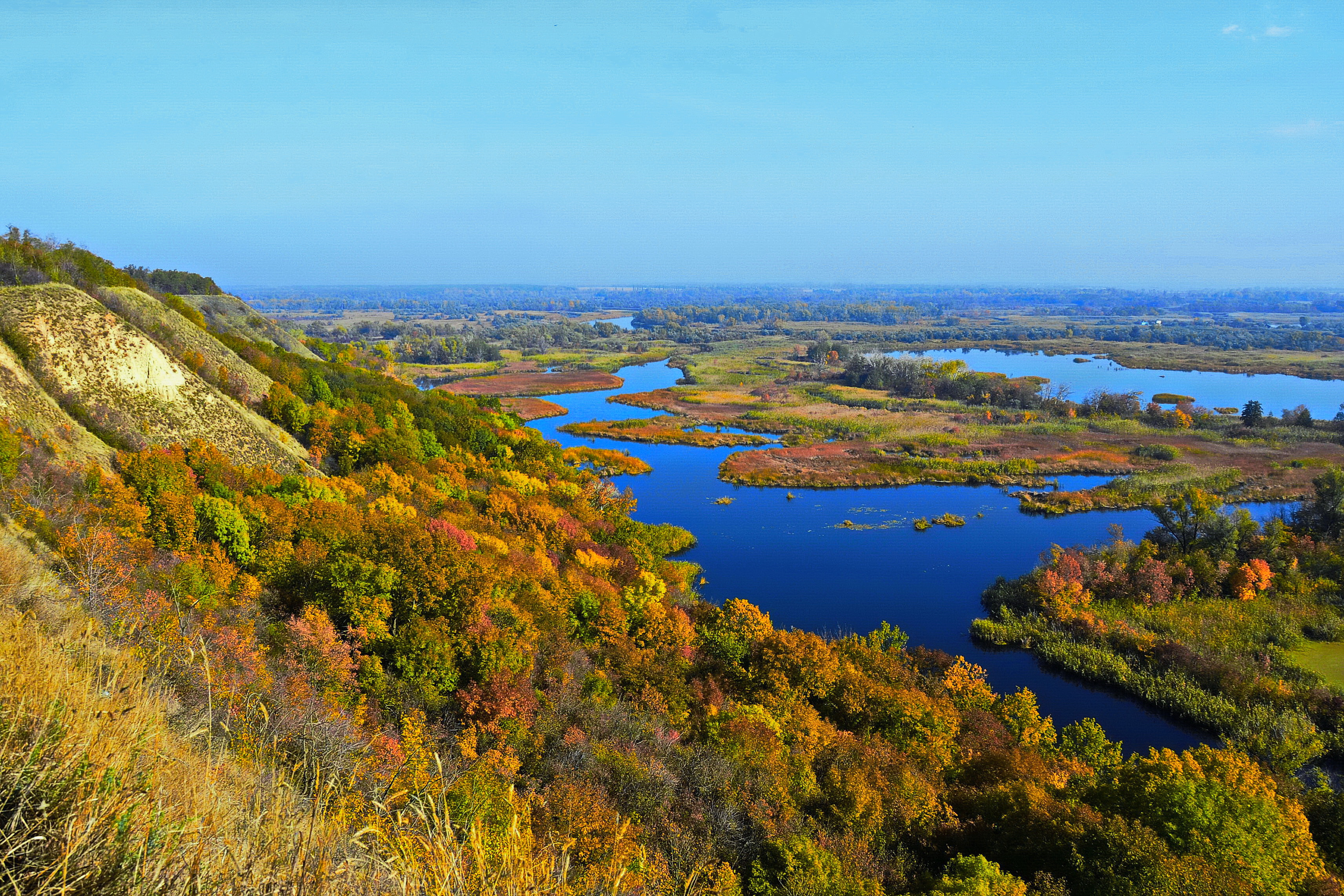
Жовтень на берегах Ворскли
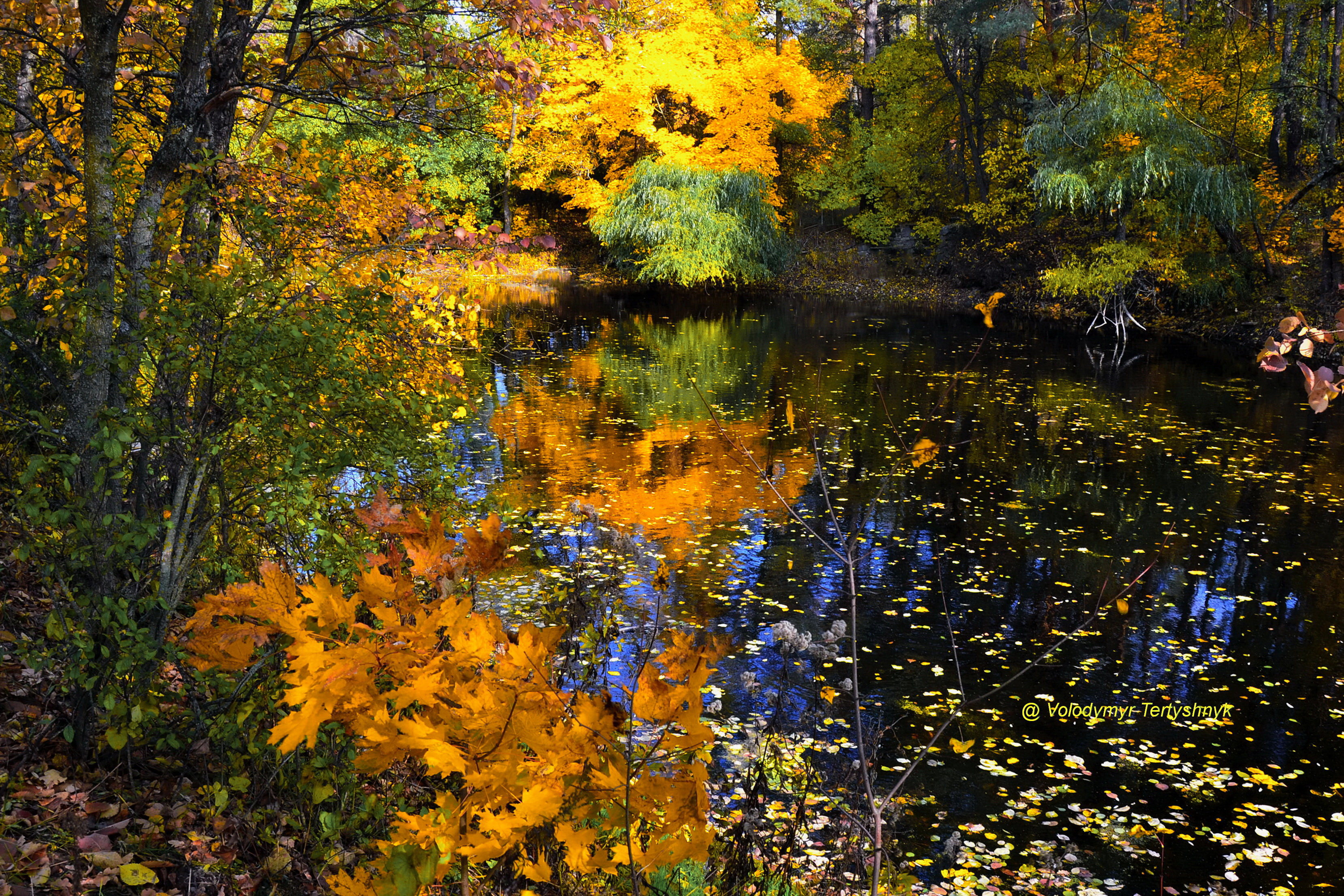
Жовтневі береги Свинківки поблизу м. Полтава
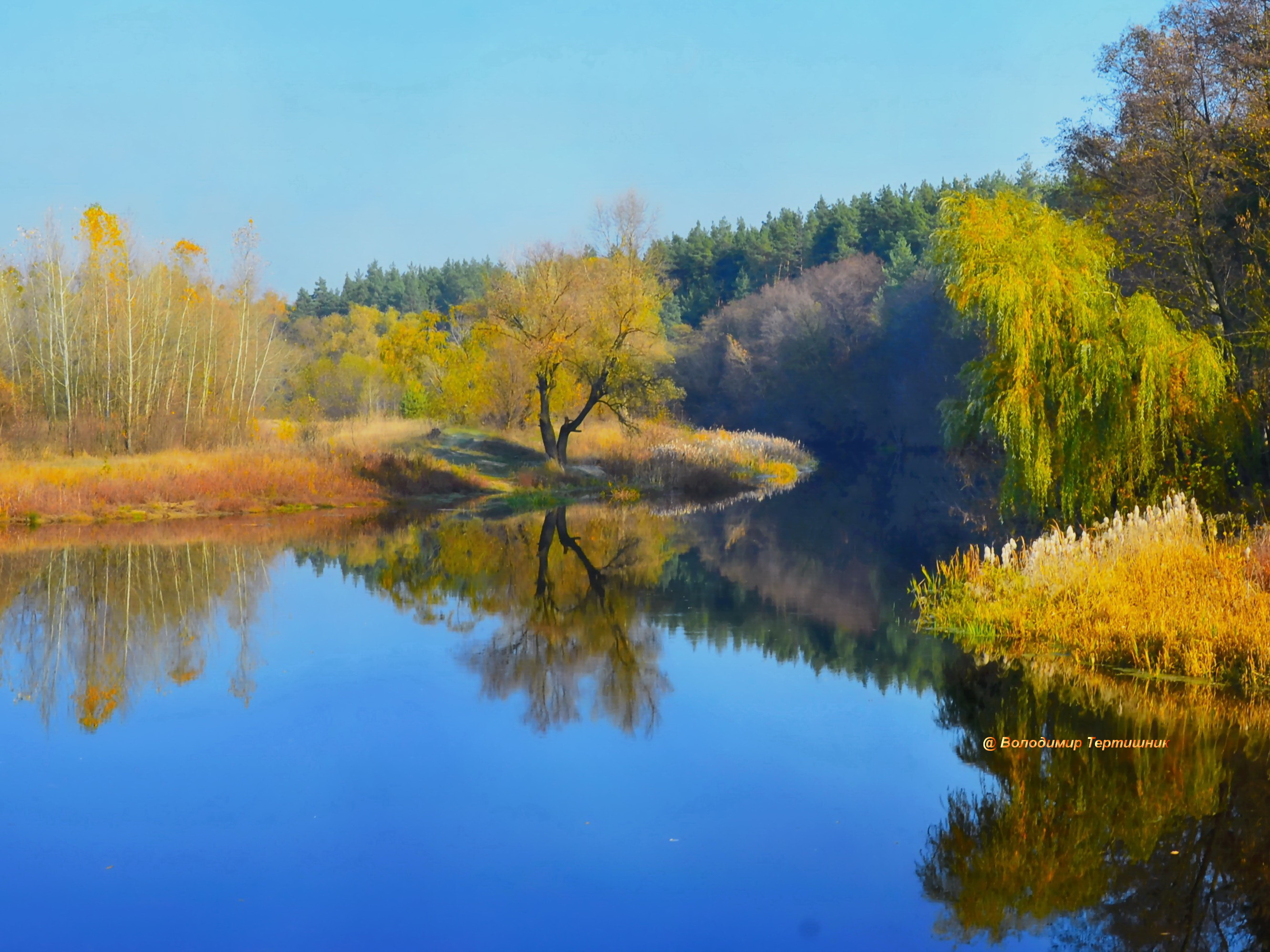
Жовтень на р. Ворскла
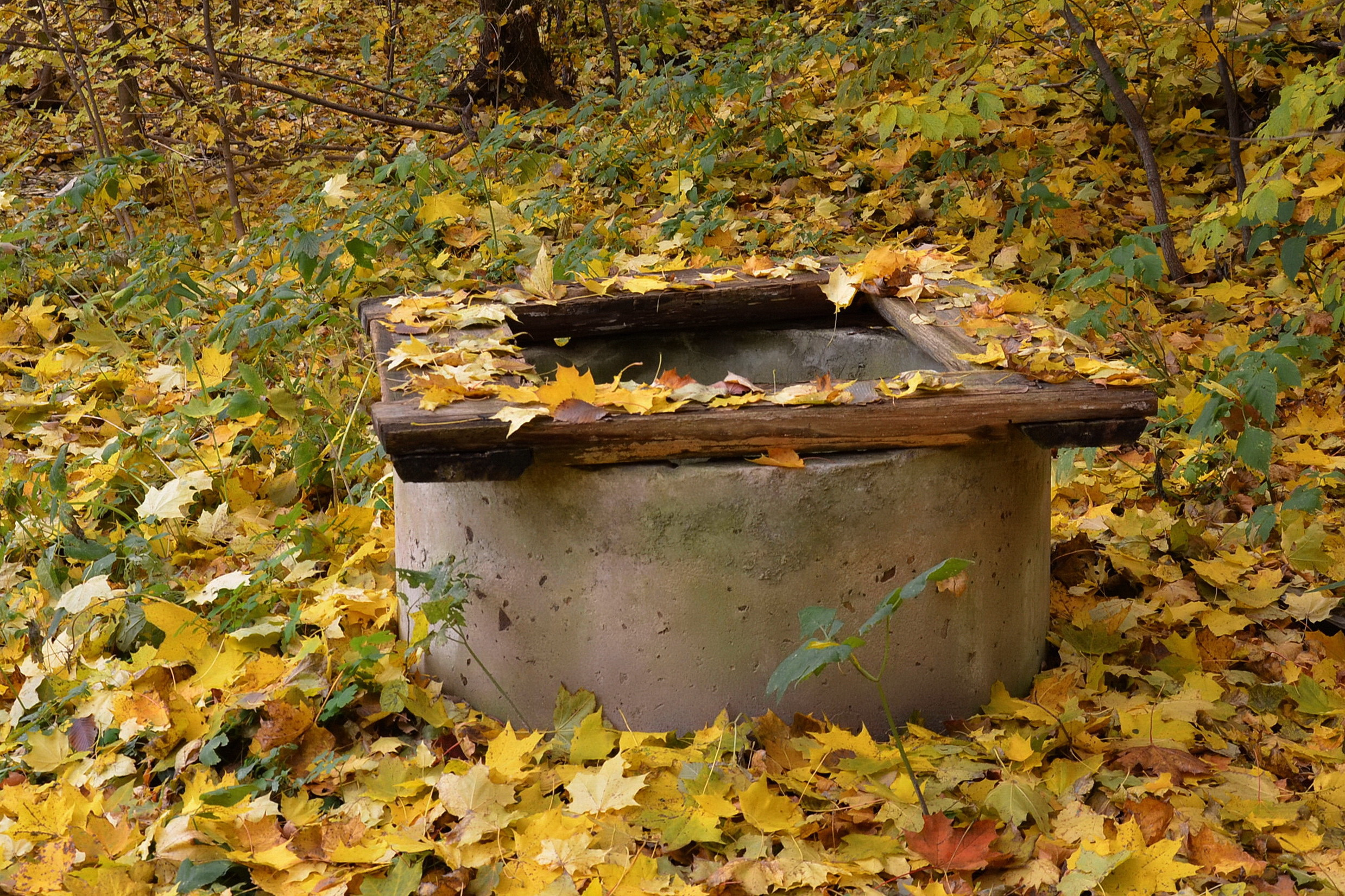
Жовтень у с. Капустинці
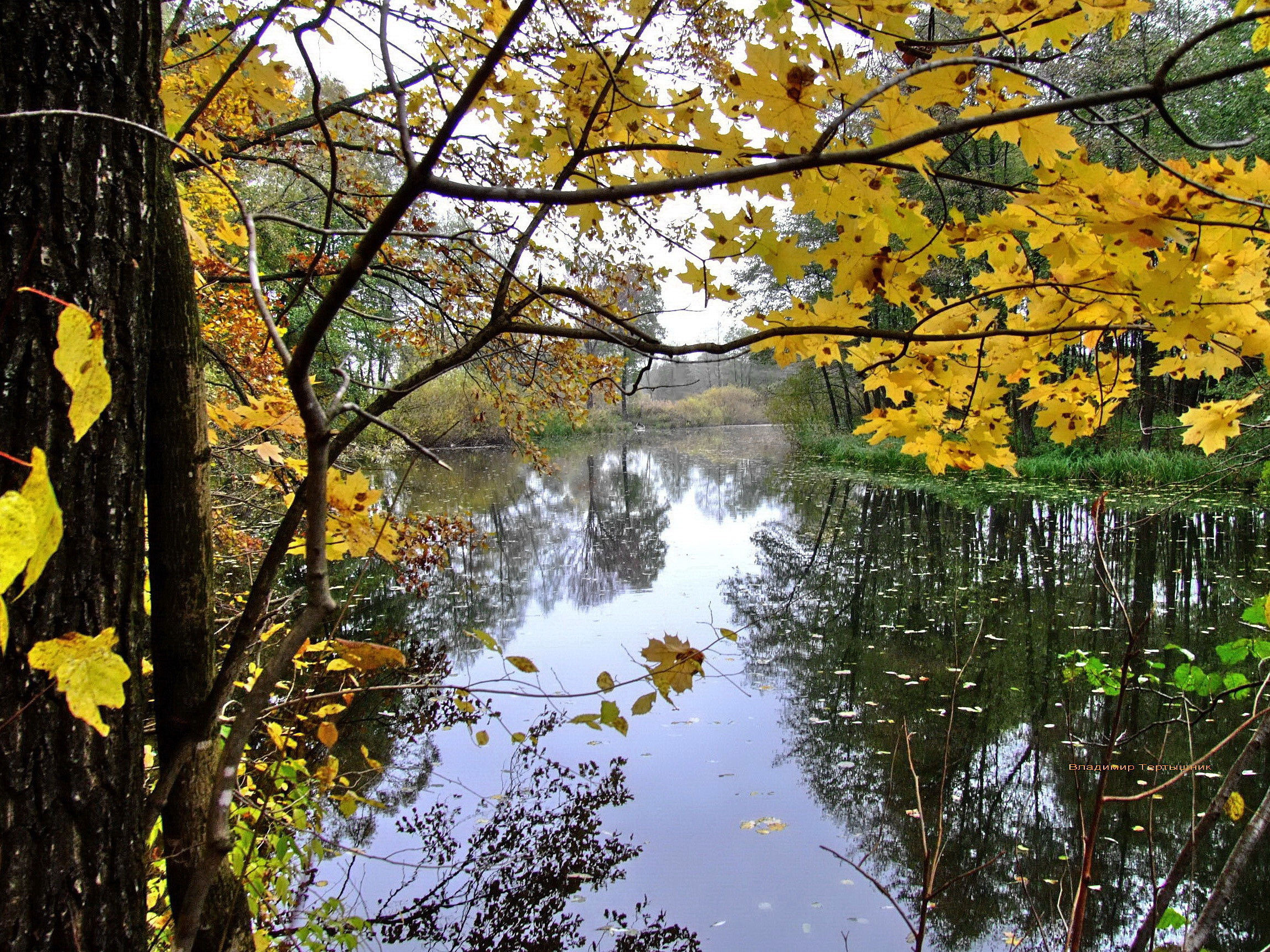
Осінь на р. Грунь

## Свята і пам'ятні дні

### Офіційні в Україні
- 1 жовтня
  - День захисників і захисниць України
  - День Українського козацтва
  - День ветерана
  - Міжнародний день громадян похилого віку
- 8 жовтня
  - День юриста
- 10 жовтня
  - День працівників стандартизації та метрології
- 19 жовтня
  - Всеукраїнський День відповідальності людини
- 20 жовтня
  - Всеукраїнський день боротьби з захворюванням на рак молочної залози
- 27 жовтня
  - День української писемності та мови
- 28 жовтня
  - День визволення України від фашистських загарбників

#### Рухомі
- Перша неділя жовтня
  - День територіальної оборони України
  - День працівників освіти
- Друга неділя жовтня
  - День працівників державної санітарно-епідеміологічної служби
  - День художника
- Третя субота жовтня
  - День працівників целюлозно-паперової промисловості
- Третя неділя жовтня
  - День працівників харчової промисловості[17]

### Інші
- 1 жовтня
  - Міжнародний день музики
  - Покрова Пресвятої Богородиці
  - День народження Української повстанської армії
- 4 жовтня
  - Всесвітній день тварин
- 6 жовтня
  - Всесвітній день охорони місць проживання
- 9 жовтня
  - Всесвітній день пошти
- 13 жовтня
  - Міжнародний день зменшення небезпеки лих
- 16 жовтня
  - Всесвітній день продовольства
- 17 жовтня
  - Міжнародний день боротьби за ліквідацію бідності
- 24 жовтня
  - День Організації Об'єднаних Націй
  - Всесвітній день інформації про розвиток

#### Рухомі
- Перша неділя жовтня
  - День кадрового працівника
- Остання неділя жовтня
  - День автомобіліста і дорожника